# Seututie 630
Pour les articles homonymes, voir Route 630.
La route régionale 630 (finnois : Seututie 630) est une route régionale allant de Puuppola à Jyväskylä jusqu'à Uurainen en Finlande,,.

## Présentation
La seututie 630 est une route régionale de Finlande-Centrale.

## Parcours
- Puuppola, Jyväskylä
- Jokihaara, Uurainen
- Uurainen